# Wohnhaus Vor der Linde 4
Das Wohnhaus Vor der Linde 4 in Dünsen, Samtgemeinde Harpstedt, stammt von um 1920. Das Haus wird heute (2022) zum Wohnen und für Dienstleistungen genutzt.
Das Gebäude steht unter Denkmalschutz (Siehe auch Liste der Baudenkmale in Dünsen).

## Geschichte
Das eineinhalbgeschossige giebelständige verputzte Wohngebäude mit erhaltenem Grundriss wurde um 1920 im Heimatstil gebaut. Eine offene Vorhalle vor dem Eingang mit der kleinen Freitreppe steht auf einem Eckpfeiler aus Backstein. Daneben stammen die großen Fenster wohl aus den 1950er Jahren. Bei beiden Giebeln des Satteldachs sind im oberen Dreieck Fachwerkelemente, die Spitze ist verbrettert und mit Pferdeköpfen verziert. Ein linksseitiges Zwerchhaus mit Schleppdach und eine rechtsseitige neuere Schleppgaube durchbrechen die Dachflächen. Die Fenster hatten früher Klappläden. Der eingeschossige Anbau mit Flachdach steht anstelle eines Fachwerkanbaus. Erhalten sind Treppen, Türen und Einbauschränke.
Die Landesdenkmalpflege befand: „...geschichtliche Bedeutung ... als beispielhaftes, fast unverändert erhaltenes Wohnhaus der Zeit um 1920 im gemäßigten Heimatstil ...“.